# Pardela-das-fiji
Pseudobulweria macgillivrayi, comummente conhecida como pardela-das-fiji, é uma espécie de ave marinha, de narinas tubulares, pertencente à família dos Procelariídeos,

## Etimologia
Quanto ao nome científico desta espécie:
- O nome genérico, Pseudobulweria, provém do latim científico, e resulta da aglutinação dos étimos «pseudo» (falso) e  Bulweria[4]. O étimo Bulweria alude ao género homónimo, cujo nome, por seu turno foi cunhado em homenagem a James Bulwer.[5]
- O epíteto específico, macgillivrayi, foi cunhado em homenagem ao naturalista escocês John MacGillivray.[6]

Quanto ao nome comum, «pardela-das-fiji», o substantivo «pardela» constitui uma alusão à coloração pardacenta característica do grupo de aves em que se insere esta espécie, ao passo que a locução «das-fiji» consiste numa alusão ao local onde foi originalmente avistada esta espécie.

## Descrição
A pardela-das-fiji era originalmente conhecida a partir de um espécime imaturo encontrado em 1855 na ilha Gau, Fiji pelo naturalista John MacGillivray a bordo do 'HMS Herald' que levou a carcaça para o Museu Britânico em Londres. Foi redescoberta em 1983, e desde essa altura existem outros sete registos de observação, incluindo a captura e fotografia de um adulto em Abril de 1984. Esta espécie está classificada como criticamente ameaçada pois pode ser inferido do número de registos que existe uma pequeníssima população confinada a uma pequena área de reprodução.
A ave é descrita como tendo uma altura de 30 cm, escura, com penas cor-de-chocolate, olhos e bico escuros e com manchas azul-pálidas nas patas. Pode ser vista nas água em redor da ilha Gau mas pensa-se que se disperse pelas águas pelágicas afastadas da ilha.
A raridade e importância desta espécie é conhecida dos residentes de Gau, figurando numa nota do banco de Fiji, e é protegida pela lei fijiana.  Em 1989, pesquisas numa cumieira próxima de possíveis locais de nidificação foi abandonada pois tais actividades, sem acções de conservação complementares, poderiam encorajar gatos a seguir os trilhos até àquela zona.
Em Maio de 2009, foram tomadas as primeiras fotografias da ave no mar, a aproximadamente 25 milhas náuticas para sul da ilha Gau.